# Habitatge al carrer de Vilar, 9-11 (Reus)
L'Habitatge al carrer de Vilar, 9-11 és un edifici del municipi de Reus (Baix Camp) inclòs en l'Inventari del Patrimoni Arquitectònic de Catalunya com a Bé Cultural d'Interès Local.

## Descripció
És un edifici que fa cantonada amb el raval de santa Anna. Consta d'una planta baixa, un entresòl i tres pisos superiors. Als baixos hi trobem locals d'ús comercial. Les obertures estan disposades de forma ordenada a ambdues façanes. A l'entresòl hi ha grans finestres allindanades, i balcons a la resta de pisos. Els del primer i segon pis tenen baranes corregudes. Les façanes estan arrebossades i tenen alguns esgrafiats verticalitzants amb motius vegetals a l'espai entre les obertures. Destaquem els dos escuts en relleu a diverses alçades de la cantonada de la construcció, amb les dates 1763 i 1926, any de construcció i d'arranjament de la casa. El 1925 es van començar les obres per a afegir un pis més a la casa. A la cantonada hi trobem també, entre els dos escuts, la figura satírica coneguda com el Jueu del raval, cosa que singularitza l'edifici. Rematant la construcció hi ha una cornisa amb motllures planes i un terrat a la catalana, que ve a substituir una teulada amb teules de ceràmica de l'edifici anterior.